# Wie Feuer und Flamme
Wie Feuer und Flamme ist ein deutsches Drama der Regisseurin Connie Walther aus dem Jahr 2001.

## Handlung
Die wohlerzogene Nele aus West-Berlin würde im Jahr 1982 gerne mittels eines Schüleraustauschs in die USA reisen. Zuvor muss sie aber noch zur Beerdigung ihrer Großmutter nach Ost-Berlin. Dort trifft sie den rebellischen Punk Captain und verliebt sich in ihn. Dieser wird wegen seiner in der DDR als staatsfeindlich interpretierten Ansichten immer wieder von der Stasi verhört. Als Nele dann eine Videokassette, die ein Selbstporträt von Captains Punk-Band zeigt, über den Grenzübergang Friedrichstraße schmuggelt – das dann auch noch entstellt im West-Fernsehen gesendet wird –, werden die DDR-Punks wieder einmal verhaftet.
Nach ihrer Freilassung beschließen die Punks, das im Fernsehen gezeigte Bild von ihnen richtigzustellen, und veranstalten eine spontane antifaschistische Aktion mit einer Kranzniederlegung in der Neuen Wache. Die teilnehmende Nele wird verhaftet und mit dem Verbot der Wiedereinreise in die DDR nach West-Berlin abgeschoben. Die Stasi versucht unterdessen, die inhaftierten Punks zu spalten, und lässt den Eindruck entstehen, Captain sei ein Verräter. In Wirklichkeit arbeitet aber ein anderes Bandmitglied mit der Stasi zusammen.
Nele hält die Trennung nicht mehr aus und gelangt über einen Bauschutt-Transport illegal nach Ost-Berlin, wo sie erfolglos bei der Stasi vorstellig wird und alle Schuld auf sich nehmen möchte, damit Captain freikommt. In einer kurzen Begegnung sieht sie Captain zum letzten Mal vor der Wende. Nach ihrer erneuten Abschiebung nimmt Nele telefonisch mit Captains Eltern Kontakt auf, wird dort aber mit dem Hinweis abgewiesen, Captain sei tot.
Nele nutzt den Schüleraustausch, um in den USA zu bleiben. Während der Arbeit sieht sie am 10. November 1989 im Fernsehen die Bilder des Mauerfalls vom Vortag und erfährt so von der Wende und friedlichen Revolution in der DDR. Sie reist nach Berlin, um Captain zu suchen. Als sie ihn nach einiger Zeit schließlich findet, stellt sie fest, dass auch er schon auf der Suche nach ihr war.

## Kritik
„Dies hätte ein großer Film werden können! Die Lebensbedingungen von Punks in der ehemaligen DDR werden hier zwar sehr gut angeschnitten, hätten aber durchaus um einiges ausgebaut werden können. Die im Vordergrund stehende Liebesgeschichte schadet dem Film erheblich. Hätte man den ganzen RTL-TV-Roman-Kitsch beim Schneiden in den Müll wandern lassen, wäre wohl ein ausgezeichneter Film über Sub-Kulturen unter Hammer und Sichel entstanden. Für Freunde des Punk ist der Film dennoch zu empfehlen, da bei einigen Szenen das Rocker-Herz höher schlägt (etwa Crass und DK). Leider versetzt das unpassende Happy End dem Film den endgültigen Todesstoß.“